# Карла Тіене
Карла Тіене (порт. Carla Tiene; нар. 15 травня 1981) — колишня бразильська тенісистка.
Найвищу одиночну позицію світового рейтингу — 256 місце досягла 22 квітня 2002, парну — 175 місце — 21 жовтня 2002 року.
Здобула 8 одиночних та 36 парних титулів туру ITF.
Завершила кар'єру 2010 року.

## Фінали ITF
| турніри $100,000 |
| турніри $75,000  |
| турніри $50,000  |
| турніри $25,000  |
| турніри $10,000  |

### Одиночний розряд: 18 (8–10)
| Результат | Ранг | Дата              | Турнір                       | Покриття  | Суперниця                   | Рахунок       |
| --------- | ---- | ----------------- | ---------------------------- | --------- | --------------------------- | ------------- |
| Перемога  | 1.   | 17 травня 1999    | ITF Вікторія, Мексика        | Тверде    | Стефані Мейбрі              | 6–7, 6–1, 7–6 |
| Перемога  | 2.   | 29 липня 2001     | ITF Гуаякіль, Еквадор        | Ґрунт     | Ана Лусія Мільяріні де Леон | 6–2, 6–0      |
| Перемога  | 3.   | 6 серпня 2001     | ITF Ліма, Перу               | Ґрунт     | Меліса Аревало              | 6–3, 6–4      |
| Поразка   | 4.   | 13 серпня 2001    | ITF Ла-Пас, Болівія          | Ґрунт     | Хорхеліна Краверо           | 3–6, 3–6      |
| Перемога  | 5.   | 23 вересня 2001   | ITF Сан-Паулу, Бразилія      | Тверде    | Марія Фернанда Алвеш        | 6–3, 7–5      |
| Поразка   | 6.   | 4 листопада 2001  | ITF Сан-Сальвадор, Сальвадор | Ґрунт (i) | Меліса Аревало              | 6–2, 3–6, 2–6 |
| Поразка   | 7.   | 16 червня 2003    | ITF Поса-Ріка, Мексика       | Тверде    | Марія Фернанда Алвеш        | 4–6, 5–7      |
| Перемога  | 8.   | 23 червня 2003    | ITF Вікторія, Мексика        | Тверде    | Летісія Собрал              | 4–6, 6–1, 6–4 |
| Поразка   | 9.   | 30 червня 2003    | ITF Монтеррей, Мексика       | Тверде    | Марія Фернанда Алвеш        | 5–7, 3–6      |
| Поразка   | 10.  | 31 серпня 2003    | ITF Асунсьйон, Парагвай      | Ґрунт     | Хорхеліна Краверо           | 1–6, 3–6      |
| Перемога  | 11.  | 22 вересня 2003   | ITF Агуаскальєнтес, Мексика  | Ґрунт     | Марсела Еванжеліста         | 6–3, 6–1      |
| Перемога  | 12.  | 29 вересня 2003   | ITF Гвадалахара, Мексика     | Ґрунт     | Грасіела Велес              | 6–4, 6–1      |
| Поразка   | 13.  | 1 листопада 2003  | ITF Белу-Оризонті, Бразилія  | Ґрунт     | Бруна Колозіу               | 4–6, 3–6      |
| Поразка   | 14.  | 23 листопада 2003 | ITF Пуебла, Мексика          | Тверде    | Мелінда Цінк                | 3–6, 2–6      |
| Поразка   | 15.  | 23 листопада 2003 | ITF Флоріанополіс, Бразилія  | Ґрунт     | Наталія Гарбельйотто        | 2–6, 4–6      |
| Перемога  | 16.  | 22 серпня 2005    | ITF Богота, Колумбія         | Ґрунт     | Андреа Коч Бенвенуто        | 6–4, 6–0      |
| Поразка   | 17.  | 17 вересня 2007   | ITF Ітажаї, Бразилія         | Ґрунт     | Вероніка Сп'єхель           | 4–6, 1–6      |
| Поразка   | 18.  | 1 вересня 2008    | ITF Баруері, Бразилія        | Тверде    | Марія Фернанда Алвеш        | 3–6, 5–7      |

### Парний розряд: 59 (36–23)
| Результат | Ранг | Дата              | Турнір                            | Покриття  | Партнерка                     | Суперниці                                    | Рахунок              |
| --------- | ---- | ----------------- | --------------------------------- | --------- | ----------------------------- | -------------------------------------------- | -------------------- |
| Перемога  | 1.   | 1983              | ITF Манаус, Бразилія              | Тверде    | Бруна Колозіу                 | Марія Хосе Гайдано Джоанн Мур                | 3–6, 6–3, 6–4        |
| Поразка   | 2.   | 16 травня 1999    | ITF Тампіко, Мексика              | Тверде    | Жоана Кортез                  | Мелоді Фалько Джоелл Шад                     | 3–6, 6–4, 4–6        |
| Поразка   | 3.   | 30 серпня 1999    | ITF Керетаро, Мексика             | Ґрунт     | Жоана Кортез                  | Мілагрос Секера Габріела Волекова            | 6–4, 3–6, 4–6        |
| Поразка   | 4.   | 28 листопада 1999 | ITF Ріо-де-Жанейро, Бразилія      | Ґрунт     | Міріам Д'Агостіні             | Селесте Контін Жоана Кортез                  | 1–6, 6–3, 3–6        |
| Поразка   | 5.   | 16 квітня 2000    | ITF Белу-Оризонті, Бразилія       | Тверде    | Тасія Сону                    | Жоана Кортез Міріам Д'Агостіні               | 4–6, 1–6             |
| Перемога  | 6.   | 14 травня 2000    | Тампіко, Мексика                  | Тверде    | Мелоді Фалько                 | Гелен Крук Вікторія Девіс                    | 6–4, 6–3             |
| Перемога  | 7.   | 21 травня 2000    | Поса-Ріка, Мексика                | Тверде    | Мелоді Фалько                 | Кендіс де ла Торре Надя Джонстон             | 4–6, 6–2, 6–3        |
| Перемога  | 8.   | 22 квітня 2001    | Белу-Оризонті, Бразилія           | Тверде    | Тасія Сону                    | Марсела Еванжеліста Летісія Собрал           | 6–2, 6–3             |
| Перемога  | 9.   | 1972              | Сан-Жозе-дус-Кампус, Бразилія     | Тверде    | Бруна Колозіу                 | Меліса Аревало Ванесса Менга                 | 6–3, 7–5             |
| Перемога  | 10.  | 6 серпня 2001     | Ліма, Перу                        | Ґрунт     | Марія Фернанда Алвеш          | Даніела Альварес Ана Лусія Мільяріні де Леон | 0–6, 6–3, 6–2        |
| Перемога  | 11.  | 19 серпня 2001    | Ла-Пас, Болівія                   | Ґрунт     | Меліса Аревало                | Данієла Альварес Ана Лусія Мільяріні де Леон | 4–2 ret.             |
| Перемога  | 12.  | 27 серпня 2001    | Асунсьйон, Парагвай               | Ґрунт     | Марія Фернанда Алвеш          | Наталія Гуссоні Клаудія Сальгес              | 2–6, 6–3, 6–3        |
| Перемога  | 13.  | 23 вересня 2001   | Сан-Паулу, Бразилія               | Тверде    | Ванесса Менга                 | Меліса Аревало Хорхеліна Краверо             | 6–3, 6–1             |
| Перемога  | 14.  | 4 листопада 2001  | Сан-Сальвадор, Сальвадор          | Ґрунт (i) | Хорхеліна Краверо             | Марія Еухенія Бріто Еріка Кларке             | 6–1, 6–3             |
| Перемога  | 15.  | 11 лютого 2002    | Матаморос (Тамауліпас), Мексика   | Тверде    | Хорхеліна Краверо             | Меліса Аревало Ванесса Менга                 | 6–2, 2–6, 7–5        |
| Перемога  | 16.  | 18 лютого 2002    | Сьюдад-Вікторія, Мексика          | Тверде    | Хорхеліна Краверо             | Меліса Аревало Ванесса Менга                 | 6–2, 7–5             |
| Поразка   | 17.  | 31 березня 2002   | Сан-Луїс-Потосі (штат), Мексика   | Ґрунт     | Ванесса Менга                 | Домініка Лузарова Аранча Парра Сантонха      | 5–7, 6–4, 3–6        |
| Поразка   | 18.  | 17 червня 2002    | Горіція, Італія                   | Ґрунт     | Аранча Парра Сантонха         | Сандра Начук Тіна Герголд                    | 4–6, 3–6             |
| Перемога  | 19.  | 1974              | Кампус-ду-Жордау, Бразилія        | Тверде    | Бруна Колозіу                 | Йоланда Менс Андреа ван ден Гурк             | 6–1, 4–6, 6–4        |
| Перемога  | 20.  | 5 серпня 2002     | Ріміні, Італія                    | Ґрунт     | Марія Фернанда Алвеш          | Ева Фіслова Станіслава Грозенська            | 6–4, 6–4             |
| Поразка   | 21.  | 10 березня 2003   | Матаморос (Тамауліпас), Мексика   | Тверде    | Жоана Кортез                  | Меліса Аревало Марія Фернанда Алвеш          | 0–6, 5–7             |
| Поразка   | 22.  | 17 березня 2003   | Монтеррей, Мексика                | Тверде    | Жоана Кортез                  | Кароліне Анн Базу Кільдін Шевальє            | 4–6, 6–3, 5–7        |
| Перемога  | 23.  | 16 червня 2003    | Поса-Ріка, Мексика                | Тверде    | Флоренсія Рівольта            | Меліса Аревало Марія Фернанда Алвеш          | 6–3, 6–3             |
| Поразка   | 24.  | 23 червня 2003    | Сьюдад-Вікторія, Мексика          | Тверде    | Марія Фернанда Алвеш          | Соледад Есперон Флавія Міґнола               | 7–5, 6–7(3–7), 5–7   |
| Перемога  | 25.  | 30 червня 2003    | Монтеррей, Мексика                | Тверде    | Марія Фернанда Алвеш          | Меліса Аревало Мікаела Моран                 | 7–6(9–7), 6–2        |
| Перемога  | 26.  | 14 липня 2003     | Кампус-ду-Жордау, Бразилія        | Тверде    | Марія Фернанда Алвеш          | Меліса Аревало Фредеріка Пієдаде             | 7–6(7–4), 6–2        |
| Поразка   | 27.  | 23 серпня 2003    | Парана (місто), Аргентина         | Ґрунт     | Еріка Краут                   | Хорхеліна Краверо Ваніна Гарсія Сокол        | 1–6, 3–6             |
| Перемога  | 28.  | 31 серпня 2003    | Асунсьйон, Парагвай               | Ґрунт     | Хорхеліна Краверо             | Жоана Кортез Маріна Таваріс                  | 6–3, 6–4             |
| Перемога  | 29.  | 28 вересня 2003   | Агуаскальєнтес, Мексика           | Ґрунт     | Марсела Еванжеліста           | Меліса Аревало Ларісса Карвальйо             | 6–3, 2–6, 6–2        |
| Перемога  | 30.  | 29 вересня 2003   | Гвадалахара, Мексика              | Ґрунт     | Марсела Еванжеліста           | Ана Лусія Мільяріні де Леон Маріна Таваріс   | 6–0, 3–6, 6–3        |
| Перемога  | 31.  | 1989              | Белу-Оризонті, Бразилія           | Тверде    | Марсела Еванжеліста           | Бруна Колозіу Жоана Кортез                   | 6–3, 7–6(7–4)        |
| Поразка   | 32.  | 10 листопада 2003 | Мехіко, Мексика                   | Тверде    | Марія Фернанда Алвеш          | Бруна Колозіу Жоана Кортез                   | 6–1, 3–6, 1–6        |
| Перемога  | 33.  | 1962              | Флоріанополіс, Бразилія           | Тверде    | Марсела Еванжеліста           | Маріна Таваріс Габріела Зіліотту             | 6–2, 6–3             |
| Перемога  | 34.  | 29 березня 2004   | Рабат, Марокко                    | Ґрунт     | Марія Фернанда Алвеш          | Даніела Клеменшиц Сандра Клеменшиц           | 6–1, 7–6(7–5)        |
| Поразка   | 35.  | 9 серпня 2004     | Каракас, Венесуела                | Тверде    | Марсела Еванжеліста           | Марія Хосе Архері Летісія Собрал             | 4–6, 3–6             |
| Поразка   | 36.  | 16 серпня 2004    | Гуаякіль, Еквадор                 | Тверде    | Марсела Еванжеліста           | Марія Хосе Архері Летісія Собрал             | 3–6, 1–6             |
| Поразка   | 37.  | 23 серпня 2004    | Ла-Пас, Болівія                   | Ґрунт     | Марсела Еванжеліста           | Марія Хосе Архері Летісія Собрал             | 1–6, 3–6             |
| Перемога  | 38.  | 4 жовтня 2004     | Сьюдад-Хуарес, Мексика            | Ґрунт     | Марія Фернанда Алвеш          | Андреа Сестіні Главачкова Яна Главачкова     | 6–4, 6–0             |
| Перемога  | 39.  | 19 червня 2005    | Монтемор-у-Нову, Португалія       | Тверде    | Маріна Таваріс                | Зара Раб Лаура Цельдер                       | 6–4, 6–3             |
| Перемога  | 40.  | 13 листопада 2005 | Мехіко, Мексика                   | Ґрунт     | Женіфер Віджажа               | Франческа Любіані Валентіна Сассі            | 7–6(7–5), 6–3        |
| Поразка   | 41.  | 4 квітня 2006     | Коацакоалькос, Мексика            | Тверде    | Женіфер Віджажа               | Марія Хосе Архері Летісія Собрал             | 4–6, 5–7             |
| Поразка   | 42.  | 11 червня 2006    | Мостолес, Іспанія                 | Тверде    | Женіфер Віджажа               | Жоана Кортез Марія Хосе Мартінес Санчес      | 3–6, 2–6             |
| Поразка   | 43.  | 16 липня 2006     | Кампус-ду-Жордау, Бразилія        | Тверде    | Женіфер Віджажа               | Марія Хосе Архері Летісія Собрал             | 3–6, 3–6             |
| Поразка   | 44.  | 3 жовтня 2006     | Сан-Луїс-Потосі (штат), Мексика   | Тверде    | Марія Хосе Архері             | Монік Адамчак Марі-Ев Пеллетьє               | 7–6(7–2), 4–6, 4–6   |
| Перемога  | 45.  | 21 жовтня 2006    | Сьюдад-Вікторія, Мексика          | Тверде    | Женіфер Віджажа               | Хорхеліна Краверо Фредеріка Пієдаде          | 5–7, 6–4, 6–4        |
| Поразка   | 46.  | 30 липня 2006     | Санта-Крус-де-ла-Сьєрра, Болівія  | Ґрунт     | Соледад Есперон               | Жоана Кортез Хорхеліна Краверо               | 2–6, 6–4, 4–6        |
| Поразка   | 47.  | 10 вересня 2007   | Санту-Андре (Сан-Паулу), Бразилія | Тверде    | Ларісса Карвальйо             | Соледад Есперон Марія Ірігоєн                | 6–4, 2–6, [7–10]     |
| Перемога  | 48.  | 17 вересня 2007   | Ітажаї, Бразилія                  | Ґрунт     | Марія Фернанда Альварес Теран | Вероніка Сп'єхель Емілія Йоріо               | 5–7, 6–2, [11–9]     |
| Перемога  | 49.  | 27 липня 2008     | Бразиліа, Бразилія                | Ґрунт     | Фабіана К'япаріні             | Карла Бельтрамі Наталія Гітлер               | 7–5, 4–6, [13–11]    |
| Перемога  | 50.  | 1 вересня 2008    | Баруері, Бразилія                 | Тверде    | Марія Фернанда Алвеш          | Ана Клара Дуарте Фернанда Ерменежилду        | 6–2, 6–3             |
| Перемога  | 51.  | 27 вересня 2008   | Серра-Негра, Бразилія             | Ґрунт     | Карла Форте                   | Ана Клара Дуарте Фернанда Ерменежилду        | 6–4, 2–6, [10–8]     |
| Перемога  | 52.  | 25 жовтня 2008    | Валенсія, Венесуела               | Тверде    | Ана Клара Дуарте              | Петра Паялич Кейті Ракерт                    | 6–2, 7–6(8–6)        |
| Перемога  | 53.  | 1 листопада 2008  | Валенсія, Венесуела               | Тверде    | Ана Клара Дуарте              | Петра Паялич Кейті Ракерт                    | 5–7, 7–6(7–1) [10–4] |
| Перемога  | 54.  | 7 грудня 2008     | Форталеза, Бразилія               | Тверде    | Наталія Гітлер                | Александрина Найденова Наталія Россі         | 7–6(7–5), 6–1        |
| Поразка   | 55.  | 13 квітня 2009    | Буенос-Айрес, Аргентина           | Ґрунт     | Марія Фернанда Алвеш          | Майлен Ору Вероніка Сп'єхель                 | 2–6, 2–6             |
| Поразка   | 56.  | 20 квітня 2009    | Буенос-Айрес, Аргентина           | Ґрунт     | Марія Фернанда Алвеш          | Лусіана Сарменті Емілія Йоріо                | 6–7(5–7), 4–6        |
| Перемога  | 57.  | 27 квітня 2009    | Буенос-Айрес, Аргентина           | Ґрунт     | Марія Фернанда Алвеш          | Карен Кастібланко Андреа Коч Бенвенуто       | 6–3, 6–3             |
| Поразка   | 58.  | 30 травня 2009    | Кордова, Аргентина                | Ґрунт     | Фернанда Ерменежилду          | Марія Ірігоєн Карла Бельтрамі                | 3–6, 4–6             |
| Перемога  | 59.  | 15 червня 2009    | Белен (Бразилія), Бразилія        | Тверде    | Марія Фернанда Алвеш          | Ана Клара Дуарте Меган Мултон-Леві           | 7–6(7–1), 7–5        |

## Фінал, що не відбувся
| Результат | Ранг | Дата          | Турнір                     | Покриття | Партнерка            | Суперниці                        | Рахунок |
| --------- | ---- | ------------- | -------------------------- | -------- | -------------------- | -------------------------------- | ------- |
| NP        | Н/Д  | 18 липня 2004 | Кампус-ду-Жордан, Бразилія | Тверде   | Марія Фернанда Алвеш | Каталін Мароші Фредеріка Пієдаде | NP      |